# قشر
قشر (عربی: قشر‎) یک نوشیدنی گرم سنتی یمنی است که ترکیب از پوسته تند خشک شده میوه قهوه،زنجبیل و گاهی دارچین تهیه می‌شود. در یمن معمولاً به عنوان جایگزینی برای قهوه نوشیده می‌شود، زیرا نیازی به برشته‌کاری ندارد.

## تاریخچه
قهوه از آن سوی دریای سرخ وارد شبه جزیره عربستان شد و به منطقه ای رسید که اکنون یمن کنونی در آنجاست، جایی که دراویش مسلمان شروع به کشت درختچه‌های آن در باغ‌های خود کردند. در ابتدا، یمنی‌ها از گوشت تخمیر شده میوه قهوه، شراب درست می‌کردند. این نوشیدنی به قشر معروف بود و در مراسم مذهبی استفاده می‌شد.
«قهوه زنجبیل نوشیدنی جهانی است که در آن فنجان همیشه به‌صورت کامل پر می‌شود و به یک مهمان دو فنجان از آن داده می‌شود… قشر، دم کرده‌ای است که از پوسته‌های میوه قهوه تهیه می‌گردد و نیز به ویژه در تهامه استان عسیر نوشیده می‌شود.»
در مورد قشر، «هنگام ورود به خانه‌هایشان مهمان‌نوازی بزرگی از ما شد؛ ما همیشه مجبور بودیم بمانیم و هرگز اجازه ندادند بدون خوردن یک فنجان قهوه یا بهتر است بگوییم دم کرده‌ای از پوسته قهوه به نام «کشر» برویم؛ چرا که عجیب است؛ در کشور قلب قهوه، قهوه هرگز به عنوان یک نوشیدنی در نظر گرفته نمی‌شود."

## کتابشناسی
- Philby, H. St. J. B. (Harry St. John Bridger), 1885–1960. Arabian Highlands. Ithaca: Published for the Middle East Institute, Washington, D.C. [by] Cornell University Press, [1952]. Subjects: Arabian Peninsula—Description and travel. 771 p. : illus. , maps (part fold. , 1 in pocket). OCLC No. : 01083943. Page 687.